# Rita Lopes
Rita Lopes (Lisboa, 20 de abril de 1994) é uma atriz e modelo portuguesa.

## Biografia
Rita Lopes nasceu dia 20 de Abril em 1994 na maternidade de Cascais, desde cedo que começou a brilhar na televisão portuguesa. Com dois anos de idade começou a fazer anúncios publicitários e Catálogos de moda. Com quatro anos de idade Rita fez uma participação especial na série portuguesa "jornalistas", continuando sempre a fazer publicidade. Em 2000 realizou uma participação especial na novela "Ganância" onde o seu irmão Afonso fazia parte do elenco principal. Já em 2002 fez parte do elenco principal da novela "O teu Olhar" onde contracenou com Sofia Alves e Patrícia Tavares. Foi também em 2002 que Rita fez uma participação especial na série "Ana e os sete". Em 2005 Rita entrou em na série "Malucos e Filhos", "Mini Malucos do Riso" e "Prédio do Vasco". Em 2006 entrou no elenco principal da novela "Fala-me de Amor" onde fez de filha de Ricardo Carriço e Sofia Alves. Em 2007 fez uma cena dramática na novela "Resistirei". Em 2007/2008 participa Série "Chiquititas" onde entra em diversos vidioclips. Já participou em três galas da TVI e em outras. Rita continua a trabalhar muito em moda e fez muitos catálogos mundiais e Italianos. O seu irmão Afonso já fotografou para a Vogue italiana. Rita é estudante e actriz.

## Trabalhos realizados

### Televisão
- Participação especial, Joana, Jornalistas, SIC 1999;
- Participação especial, Mariana, Ganância, SIC 2001
- Participação especial, Patricia, Ana e os Sete, TVI 2003;
- Elenco Fixo, Terezinha, O Teu Olhar, TVI 2003/2004;
- Elenco Secundário, Maria, O Prédio do Vasco, TVI 2004;
- Elenco Secundário, Mini-Malucos do Riso, SIC 2005;
- Elenco Secundário, Malucos e Filhos, SIC 2005;
- Elenco Fixo, Beatriz Varela, Fala-me de Amor, TVI 2006;
- Participação especial, Marta com 12 anos, Resistirei, SIC 2007;
- Elenco Fixo, Paula, Chiquititas, SIC 2007/2008. Participa nos videoclips: «Chiquititas», «24 Horas», «Coração com Buraquinhos» e «Era uma Vez».

### Teatro
- Peça de teatro O Areias, 2007
- Workshop de teatro da «Putos e companhia» com Marco António del Carmo

### Voz
- Sérei 'O Galo Inácio' (voz pintainho)
- League of Legends(voz Nidalee)

### Outros
Rita fez muitos anúncios publicitários ("fiambre nobre junior", "Zuki", etc..)e trabalhou também como modelo fotográfico e participou em variados desfiles de moda com importância. Participa num videoclip de Mafalda Veiga.
Apresentou juntamente com a actriz Débora Amado a gala de mini óscars no Dolce e Vita Tejo, onde também fez uma intrepertação musical de Selena Gomez.